# Стівен Колберт на обіді кореспондентів Білого дому 2006 року

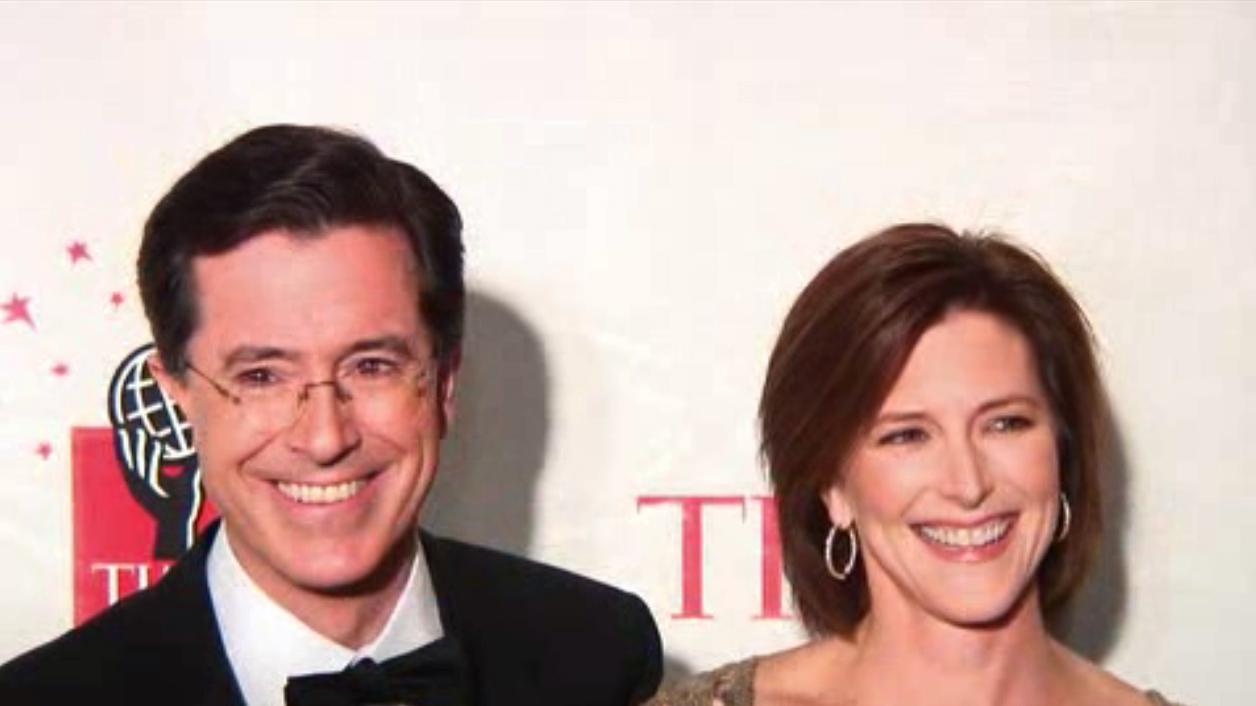
Стівен Колберт та його дружина Евелін МакГі були визнані серед Time 100 найвпливовіших людей 2006 року

У готелі Hilton Washington у Вашингтоні, окрузі Колумбія, 29 квітня 2006 року американський комік Стівен Колберт з'явився в ролі головного артиста на вечері Асоціації кореспондентів Білого дому 2006 року. Його виступ, який включав 16-хвилинну промову та 7-хвилинну відеопрезентацію, транслювався в прямому ефірі по каналах C-SPAN і MSNBC. Колберт, перебуваючи в непосредственній близькості від президента США Джорджа Буша, виконав сатиричний номер, спрямований проти президента і ЗМІ. Він виконав свою роль в образі персонажа з програми Comedy Central The Colbert Report, що пародіював консервативних експертів, як-от Білл О'Райлі та Шон Ханніті.
Виступ Кольбера швидко став великим обговорюваним явищем в Інтернеті та ЗМІ. Коментатори підкреслювали гумор виступу, політичний характер його заяв та задавалися питанням про те, як ЗМІ оприлюднювали цю подію. Джеймс Понєвозік з Time відзначив, що незалежно від того, чи комусь сподобалася ця промова, вона стала «політично-культурним тестом 2006 року», схожим на те, як люди обирають їздити на гібридних автомобілях чи використовувати термін «картопля свободи».

## Виступ на вечері
Вечеря Асоціації кореспондентів Білого дому, що відбулася 29 квітня 2006 року в готелі Hilton Washington у Вашингтоні, округ Колумбія, була особливою завдяки участі головного артиста — американського коміка Стівена Колберта. Він був запрошений на цей захід Марком Смітом, колишнім президентом Асоціації прес-служби Білого дому. Хоча Сміт не мав багато знайомства з творчістю Кольберта, він все одно запросив його виступити. За кілька десятиліть існування заходу, який розпочався в 1983 році, тут були презентовані відомі стендап-коміки. У минулому, серед виступаючих були президент Джеральд Форд та Чеві Чейз, що кепкували з передбачуваної незграбності Форда у 1975 році, а також Рональд Рейган та Річ Літтл, що виступили разом у 1981 році.
Після вечері, яку Associated Press описала як «Хто є хто влада та знаменитість», Стівен Колберт виступив перед аудиторією. Близько 2500 гостей відвідали цю подію, серед них перша леді Лора Буш, голова Об'єднаного комітету начальників штабів Пітер Пейс, генеральний прокурор США Альберто Гонсалес, посол Китаю Чжоу Веньчжун, співзасновник AOL Стів Кейс, модель і тенісистка Анна Курнікова та актор Джордж Клуні. Під час свого виступу Колберт кілька разів безпосередньо спілкувався з президентом Бушем, за допомогою сатири вихваляючи його зовнішню політику, спосіб життя та переконання, а також згадуючи про зниження його рейтингу схвалення та популярності.
Стівен Колберт виступав в образі персонажа, якого він зіграв у фільмі Comedy Central The Colbert Report, що є пародією на консервативного вченого експерта у стилі Білла О'Райлі та Шона Ханніті. Він розпочав свій виступ із сатиричних зауважень про загально відомі обставини, жартуючи: «Якщо хтось ще чекає на щось більше за своїми столиками, просто говоріть повільно й чітко номери своїх столиків. Хтось із АНБ скоро підійде з коктейлем». Хоча багато жартів Колберта були спрямовані на президента Буша, він також кепкував з журналістів та інших осіб, присутніх на заході. Більшу частину промови підготовлено спеціально для цієї події, але деякі фрагменти були вилучені майже без змін зі Звіту Колберта, включаючи частини монологу про «правдивість» з першого епізоду його шоу, де він підкреслював важливість говорити «з нутра», а не з мозку, і критикував книги як «суцільні факти, без серця». Кольберт сформулював цю частину промови так, ніби він погоджується з філософією Буша, заявляючи, що вони з Бушем «не інтелектуальні знавці», неявно критикуючи спосіб, яким Буш позиціонував себе як антиінтелектуала.

Після вступу до свого стилю і філософії, Кольберт перерахував ряд абсурдних «переконань, якими я живу», як-от «Я вірю в Америку. Я вірю, що воно існує». Він натякнув на аутсорсинг до Китаю та насміхався над традиційною республіканською опозицією до «великого уряду», згадавши війну в Іраку.
Я вважаю, що найкраще уряд керує найменшими обсягами влади. І за цими стандартами ми створили неймовірний уряд в Іраку.
Після цього Кольберт насмішився з падіння рейтингу Буша:
Тепер я знаю, що існують деякі опитування, що свідчать про 32 % рейтинг схвалення цього чоловіка. Але такі, як ми, не звертають уваги на опитування. Ми знаємо, що опитування — це просто збірка статистики, яка відображає, що люди думають насправді. А реальність має відомий ліберальний прихильник… Сер, не звертайте увагу на тих, хто каже: «Чи наполовину порожній, чи наполовину повний?» Склянка наполовину порожня… бо відсоток означає, що вона на дві третини порожня. Все ще є трохи рідини в цій склянці, це моє міркування. Але я б не пив її. Остання третина зазвичай є відходами.

Я підтримую цього чоловіка. Я підтримую його, тому що він відстоює певні цінності. Він відстоює їх не лише словами, він стоїть на цих цінностях. На таких речах, як авіаносці, руїни і недавно затоплені міські площі. І це посилає сильне повідомлення: незалежно від того, що станеться з Америкою, вона завжди відновиться — з найсильнішими постановочними фотографіями у світі.
Кольбер завершив свій монолог, спрямований спеціально на Буша, пародіюючи його енергетичну політику. Потім він скористався ініціативою Лаури Буш як платформи для критики книг за їх «елітарність» і насмішливо розкритикував Прес-корпус Білого дому — господарів заходу — та ЗМІ загалом. Звертаючись до присутніх, він зауважив:
Протягом останніх п'яти років ви, люди, були такими гарними — з податковими знижками, інформацією про ЗМІД та впливом глобального потепління. Ми, американці, не хотіли знати, і ви мали ввічливість не намагатися дізнатися… А потім ви пишете… «О, вони просто переставляють стільці на „Титаніку“». По-перше, це жахлива метафора. Ця адміністрація не потонула. Ця адміністрація «піднімається до небес». Якщо щось, вони переставляють стільці на «Гінденбурзі»!
Кольбер також засудив прес-службу Білого дому за те, що вона була недостатньо критичною до політики адміністрації, зокрема в контексті підготовки до вторгнення в Ірак у 2003 році. Він висловив наступне:
Але, послухайте, давайте переглянемо правила. Ось як це працює. Президент приймає рішення. Він приймач. Прес-секретар оголошує ці рішення, а ви, представники преси, записуєте ці рішення. Зробити, оголосити, записати. Просто запустіть їх через перевірку правопису і пішов додому. Познайомтесь знову з вашою родиною. Любіться зі своєю дружиною. Напишіть той роман, що ви маєте у голові. Ви знаєте, той про сміливого репортера з Вашингтона, що має відвагу протистояти адміністрації? Ви знаєте, фантастична історія!
Під час свого виступу Кольбер насмішкувався над різними особами в аудиторії, як-от Пітер Пейс, Антонін Скалія, Джон Маккейн та Джо Вілсон. Він також згадав про проблему глобального потепління і поділився деталями свого інтерв'ю з Джессі Джексоном. Проте, його гумор не здобув широкої популярності серед аудиторії, і його жарти зазвичай супроводжувалися мовчанням та бурмотінням. Це виражало явний контраст з теплим прийняттям сценки з Бушем і його двійником, яка передувала монологу Кольбера.
На заключному етапі свого монологу Колберт продемонстрував відео, яке він охарактеризував як «прослуховування» для вакантної посади прес-секретаря Білого дому після відставки Скотта Макклеллана. У відео були показані витяги складних питань від преси, а Кольберт відповідав на них як прес-секретар. На подіумі Кольберта були кнопки з написами «Викид», «Геннон» (посилання на репортера Білого дому Джеффа Ґеннона, якого підозрювали у постановці запитань) і «Гучність», яку він використовував для заглушення критичних запитань, зокрема від журналіста Девіда Грегорі. Відео показувало, як Кольберт тікає від брифінгу і від Білого дому, а кореспондент Білого дому Гелен Томас, гучний критик адміністрації Буша, його переслідує. У певний момент Кольберт бере телефон екстреної допомоги і пояснює, що Томас не припиняє запитувати, чому ми вторглися в Ірак. Диспетчер відповідає: «Ну, чому ми вторглися в Ірак?» Друга половина відео є пародією на кліше фільмів жахів, з ефектним супроводом мелодраматичної музики, коли Томас повільно, але неухильно переслідує Кольберта, а Кольберт голосно кричить «Ні!» з інтервалами. Частина цього відео з прослуховуванням стала широко відомою в Інтернеті після показу в епізоді «The Colbert Report» 2 травня 2006 року.
Хоча після виступу Кольбера президент Буш привітав його і пожмурив руку, кілька помічників і прихильників Буша вийшли залу під час промови Кольбера, а один колишній помічник прокоментував, що президент мав вигляд, ніби він готовий вибухнути. Кольбер згадав, що небагато людей у перших рядах сміялися під час його промови, і коли вона закінчилася, ніхто не звертав на нього уваги. Всюди в кімнаті панувала тиша, але потім Скалія підійшов до нього, похваливши його жест, який був знімком правосуддя. Крім того, актор Гаррі Леннікс подарував Кольберу реквізит після цього.

## Перше висвітлення в пресі
Під час трансляції вечері кореспондентів Білого дому, канал C-SPAN пропустив промову Кольбера. Це стало причиною розчарування серед глядачів, які бажали побачити його виступ. Кольберт викликав неоднозначну реакцію у залі, деякі присутні почувалися незручно, можливо через його відкриту критику політики адміністрації Буша. Засновник BET Боб Джонсон зауважив, що вечірка була повна «інсайдерів», і деякі з них не оцінили гостроту жартів Кольбера.
Велика частина засобів масової інформації, як-от «Нью-Йорк таймс», «Чикаго Триб'юн», Reuters та «Ассошіейтед Прес», не приділила значної уваги промові Кольбера. Але USA Today надала йому більше місця, висвітливши його виступ ширше, ніж сценку з президентом Бушем. Крім того, виступ Кольбера став предметом обговорень і на телевізійних шоу, як-от The Daily Show із Джоном Стюартом та шоу Fox & Friends.
Є різні думки щодо виступу Кольбера. Деякі критики вважали його не дуже смішним або незручним, в той час як інші захоплювалися його вмінням стати дзеркалом іронії та критики влади. Телевізійний критик журналу Time Джеймс Поневозік вказував, що реакція на виступ Кольбера була більше пов'язана з політичними вподобаннями, а не з його гумором. У кінцевому підсумку, виступ Кольбера привернув увагу і згенерував широке обговорення в медіа-середовищі.

## Звинувачення у медійній блокаді
Деякі коментатори критикують трактування промови Кольбера прес-корпусом та масовими ЗМІ. Вони зауважують, що несправедливо ігнорували Кольбера, хоча він був головним артистом вечора. Наприклад, колумніст «Вашингтон пост» Ден Фрумкін назвав це «The Colbert Blackout» і критикував ЗМІ за концентрацію на безпечній темі президента Буша з Бріджесом, ігноруючи Кольбера. Емі Гудмен з Democracy Now також відзначила, що початкове висвітлення події повністю пропустило Кольбера. Професор Тод Гітлін з Колумбійського університету зауважив, що така гостра та агресивна критика, яку висловив Кольбер, стала викликом для головних ЗМІ, які не знали, як реагувати на неї.
Інші коментатори не сприймали існування навмисного зневажливого ставлення до Кольбера зі сторони преси. Відповідаючи на запитання щодо того, чому стаття The Washington Post не розглядала промову Кольбера детально, автор Media Backtalk Говард Курц пояснив, що це було зумовлено часовими обмеженнями, оскільки промова Кольбера відбулась досить пізно, коли більшість матеріалів вже була написана. Відповідаючи на запитання про пріоритет телевізійних новин виступу Буша над Кольбертом, Елізабет Фішман зазначила, що використання кадрів з Бушем та його імітатором було б вигідніше для візуального ефекту та приваблювало більше уваги глядачів. Президент Асоціації кореспондентів Білого дому Стів Скаллі також висміяв ідею про навмисне ігнорування Колберта, стверджуючи, що преса просто була зацікавлена в виступі Буша з Бріджесом. Оглядач Time Ана Марі Кокс і коментатор Говард Курц також наголосили на тому, що виступ Колберта отримав достатню медійну увагу і був доступний для перегляду на C-SPAN та в Інтернеті.
У своїй статті від 3 травня 2006 року The New York Times звернув увагу на суперечку, яка виникла навколо вечері кореспондентів Білого дому. Газета визнала, що вона, разом з іншими основними ЗМІ, отримала критику за те, що недостатньо уваги було приділено виступу Кольбера, зосередившись замість цього на рутинній справі президента з Бріджесом. У статті було процитовано декілька уривків з критики, яку висловив Кольбер на адресу президента, і також обговорено різні реакції на подію. 15 травня громадський редактор газети, Каламе, в своєму блозі зазначив, що багато читачів скаржилися на відсутність згадки про Кольбера у початковій статті, присвяченій вечері. Заступник начальника бюро у Вашингтоні пояснив, що це було зроблено через обмеженість місця, але він також згадав, що краще було б надрукувати окрему статтю про виступ Кольбера в тому ж випуску, а не відкладати це на кілька днів.

## Популярність в інтернеті
Після виступу Кольбера на вечері кореспондентів Білого дому, його кліпи стали справжньою сенсацією, поширюючись вірусом по різних веб-сайтах. Трафік на сайтах з відео значно збільшився, а промова Кольбера стала однією з найгарячіших подій в Інтернеті. Пошукові запити про Кольбера на Yahoo! зросли на 5625 %, а Google отримав багато запитів, пов'язаних з виступом. Кліпи коміка посіли перші три позиції у списку найпопулярніших відео YouTube. Незаконні копії відео були видалені з інших сайтів, а Google Video придбала ексклюзивні права на його ретрансляцію. Редактори і видавці, які швидко опублікували матеріали про виступ Кольбера, також зазнали рекордного попиту на своїх веб-сайтах. Після події було написано понад 70 000 статей із смаженим Бушем, і «Кольберт» став найпопулярнішим пошуковим терміном у Technorati. Аудіозапис виступу став альбомом № 1 у iTunes Music Store, побивши продажі відомих виконавців.

## Відповідь
Реакція ЗМІ на виступ Кольбера була різноманітною. У Вашингтоні як політики, так і представники преси були негативно налаштовані до Кольбера, і він став об'єктом його жартів. Газета «Вашингтон пост» критикувала його за недоречні жарти, назвавши його грубим і забіякою. Деякі політики також висловили свою незадоволеність, стверджуючи, що президент Буш заслуговує поваги. Проте, не всі реакції були негативними. The Daily Show зазначив, що Кольбер виконав свою роль коміка, а сама вечеря відбулася в напружений період відносин між адміністрацією і ЗМІ. Деякі видання захищали Кольбера, наголошуючи на відмінності в реакції на подібні виступи президента Буша.
Оглядач Canadian Broadcasting Corporation News Online Хізер Меллік відзначила, що Кольберт мав сміливість і відвагу покрити Буша іронічною похвалою, яка бомбардувала його, подібно до Марка Антонія, що зробив з Брутом. Деякі коміки, як-от Ел Франкен, також висловлювали свою підтримку Кольберту. Виступ Кольбера був описаний як один з найблискучіших моментів 2006 року журналом New York. Згодом він був визнаний культурним пробним каменем 2006 року, відображаючи важливість питань, як-от використання гібридних автомобілів та свобода висловлювання. Протягом років Кольберт продовжував отримувати визнання, отримавши нагороду Spike TV Guys' Choice Award за «Найвідважніший крок». Його виступи були оцінені як геніальні, важливі для країни та допомагали підтримувати дух важких часів Буша. Журналіст Пол Красснер відзначив, що Кольберт відзначається серед інших сучасних коміків своїм ризиком та здатністю проривати бар'єри свободи слова, втілюючи дух великих сатириків минулого.